# Richard Stahl
Pour les articles homonymes, voir Stahl.
Richard Stahl (né le 4 janvier 1932 à Détroit dans le Michigan, et mort le 18 juin 2006 à Woodland Hills, Los Angeles, Californie) est un acteur américain.

## Filmographie sélective

### Cinéma
- 1967 : Funnyman de John Korty : Zach
- 1970 : Cinq Pièces faciles de Bob Rafelson : l'Ingénieur du son
- 1970 : The Student Nurses de Stephanie Rothman : Dr Warshaw
- 1971 : Billy Jack de Tom Laughlin : le Président de Conseil
- 1971 : Summertree de Anthony Newley
- 1971 : Cisco Pike de Bill L. Norton
- 1972 : Attention au blob !  de Larry Hagman : Edward Fazio
- 1972 : Les Poulets de Richard Colla : Vagrant
- 1972 : Billy le cave de Stan Dragoti : Earl Lovitt
- 1973 : Le Dernier Pénitencier de Stephanie Rothman : présentateur télé
- 1973 : The Daring Dobermans de Byron Chudnow : Winston
- 1975 : Hollywood Cow-Boy (Titre original :Hearts of the West) de Howard Zieff : Barber
- 1977 : Le Grand Frisson de Mel Brooks : Dr Baxter
- 1980 : Comment se débarrasser de son patron de Colin Higgins : Meade
- 1981 : La Vie en mauve de Jean-Claude Tramont : pharmacien
- 1981 : Under the Rainbow de Steve Rash : Lester Hudson
- 1983 : Private School (en) de Noel Black : Mr. Flugel
- 1984 : Le Kid de la plage de Garry Marshall : Charlie Cooper
- 1987 : Un couple à la mer de Garry Marshall : Le psychiatre de l'hôpital
- 1991 : L.A. Story de Mick Jackson : administrateur de la banque
- 1995 : Le Président et Miss Wade de Rob Reiner : Rumson Staffer
- 1996 : Les Fantômes du passé de Rob Reiner : Judge Hendrick
- 1999 : L'Autre Sœur de Garry Marshall : un vendeur de billet de train

### Télévision

#### Séries télévisées
- 1972 : Columbo : Le Grain de sable : Mr. Fremon
- 1973 : Columbo : Adorable mais dangereuse : Burton
- 1973 : Columbo : Subconscient : Balistique
- 1976 : Happy Days : Représentant ou dresseur de fauves (Fonzie the Salesman) (saison 3 épisode 16) : Van Alden
- 1984 : Capitaine Furillo : Béni soit Nichols (Nichols From Heaven) (saison 4 épisode 12) : James Thaddeus
- 1984 : Drôle de vie : The Summer of '84 (saison 6 épisode 1) : Drunk
- 1985 : Sacrée Famille : Auntie Up (saison 3 épisode 15) : Stu Devin
- 1985 : Madame est servie : Protection en tous genres (Protecting the President) (saison 1 épisode 13) : Mr. McKenna
- 1985 : Les Routes du paradis : Drôle de rencontre (The Banker and the Bum) (saison 1 épisode 20) : Mr. Fisk
- 1986 : Simon et Simon : Pour les gens (For the People) (Saison 5 épisode 18) : Conférencier
- 1986 : Arabesque : Cadavres en vrac (saison 2 épisode 18) : Rev. Matthews
- 1994 : Mariés, deux enfants : Le Gourou Chausseur Fou (Shoeway to Heaven) (saison 9 épisode 1) : Shoemaker

#### Téléfilms
- 1974 : Honky Tonk de Don Taylor: Mr Arnold
- 1974 : The Boys de Bill Persky : Dr Ferguson
- 1974 : Nightmare at 43 Hillcrest de Dan Curtis et Lela Swift : Richard Estabrook
- 1977 : Les Forces du mal  de Paul Wendkos : Brown